# 3 février aux Jeux olympiques d'hiver de 2022
Pour un article plus général, voir Jeux olympiques d'hiver de 2022.
Le jeudi 3 février aux Jeux olympiques d'hiver de 2022 est le deuxième jour de compétition.

## Programme
| Heure UTC+8 (Pékin)                           |               |
| bleu                                          | Cérémonie     |
| neutre                                        | Épreuve       |
| or                                            | Finale        |
| orange                                        | Petite finale |
| rose                                          | Reporté       |
| gris                                          | Annulé        |
| Compétition masculine                         | Hommes        |
| Compétition féminine                          | Femmes        |
| Compétition mixte (hommes et femmes mélangés) | Mixte         |
| Compétition en couple (1 homme et 1 femme)    | Couple        |
| modifier                                      |               |

| Horaire | Discipline Spécialité | Discipline Spécialité            | Discipline Spécialité                         | Phase                                | Résultats | Références |
| ------- | --------------------- | -------------------------------- | --------------------------------------------- | ------------------------------------ | --------- | ---------- |
| 09 h 05 |                       | Curling Double mixte             | Compétition mixte (hommes et femmes ensemble) | Premier tour 2e session              | 5-6       | -          |
| 09 h 05 |                       | Curling Double mixte             | Compétition mixte (hommes et femmes ensemble) | Premier tour 2e session              | 7-4       | -          |
| 09 h 05 |                       | Curling Double mixte             | Compétition mixte (hommes et femmes ensemble) | Premier tour 2e session              | 4-8       | -          |
| 09 h 05 |                       | Curling Double mixte             | Compétition mixte (hommes et femmes ensemble) | Premier tour 2e session              | 6-4       | -          |
| 12 h 10 |                       | Hockey sur glace Tournoi féminin | Compétition femmes                            | Tour préliminaire Groupe B - Match 1 | 3-1       | -          |
| 12 h 10 |                       | Hockey sur glace Tournoi féminin | Compétition femmes                            | Tour préliminaire Groupe A - Match 2 | 12-1      | -          |
| 14 h 05 |                       | Curling Double mixte             | Compétition mixte (hommes et femmes ensemble) | Premier tour 3e session              | 8-7       | -          |
| 14 h 05 |                       | Curling Double mixte             | Compétition mixte (hommes et femmes ensemble) | Premier tour 3e session              | 6-11      | -          |
| 16 h 40 |                       | Hockey sur glace Tournoi féminin | Compétition femmes                            | Tour préliminaire Groupe B - Match 3 | 1-3       | -          |
| 18 h 00 |                       | Ski acrobatique Bosses           | Compétition femmes                            | Qualification                        | -         | -          |
| 19 h 45 |                       | Ski acrobatique Bosses           | Compétition hommes                            | Qualification                        | -         | -          |
| 20 h 05 |                       | Curling Double mixte             | Compétition mixte (hommes et femmes ensemble) | Premier tour 4e session              | 6-7       | -          |
| 20 h 05 |                       | Curling Double mixte             | Compétition mixte (hommes et femmes ensemble) | Premier tour 4e session              | 8-7       | -          |
| 20 h 05 |                       | Curling Double mixte             | Compétition mixte (hommes et femmes ensemble) | Premier tour 4e session              | 6-7       | -          |
| 20 h 05 |                       | Curling Double mixte             | Compétition mixte (hommes et femmes ensemble) | Premier tour 4e session              | 8-2       | -          |
| 21 h 10 |                       | Hockey sur glace Tournoi féminin | Compétition femmes                            | Tour préliminaire Groupe A - Match 4 | 2-5       | -          |

## Tableau des médailles provisoire
- Pays organisateur (Chine)

| Aucune médaille n'a été attribuée. | Aucune médaille n'a encore été attribuée. |